# SPYAIRのオールナイトニッポン0(ZERO)
『SPYAIRのオールナイトニッポン0(ZERO)』（スパイエアーのオールナイトニッポンゼロ）は、ニッポン放送の「オールナイトニッポン0(ZERO)」の枠で、SPYAIRがパーソナリティを担当しているラジオ番組である。

## 概要
- コンセプトは「LIVEでは見られない、ラジオで初めて解放される真の姿は、アーティストとしての性なのか、男の子としての性なのか!?」としたうえで「深夜に、自由奔放ロックな時間をお届け」する番組である。
- 番組の進行はボーカル担当のIKEとドラム担当のKENTAが行う。DJ担当のENZEL☆が在籍していたころは彼がリポーター役を務めていた。なおリーダーでベース担当のMOMIKENとギター担当のUZはほとんど出演しない。
- 番組内でのSPYAIRのキャッチコピーは、「これはペンですか？いいえ、SPYAIRです」

## コーナー
ロックの国からこんにちは→ロックンロールハイスクールからこんにちYEAH!
第1回-第50回
このところ、音楽が多様化して「ロック・イズ・デッド」と言わなくなった昨今だからこそ、 その『ロック』という架空の国の中のルール、いわゆる "ロックンルール"を送ってもらうコーナー。
なお、2012年7月11日放送分にて、あるリスナーが「先生に当てられた時のレスポンスは『イエー!』」というネタが大ハマりし、「こんな学校、超楽しそう!」ということになり、翌週の7月18日放送分からは、「ロックンロールハイスクールからこんにちイエー!（のちに「ロックンロールハイスクールからこんにちYEAH!」に変わる。）」と題し、『ロックの国』のハイスクールバージョンを募集することとなった。
好きなら、仕方ないよね
第1回-第22回
実はSPYAIRのメンバーの中でもKENTAが、大の尻フェチであることから、リスナーにある物のフェチであるがゆえに 「ちょっとやりすぎちゃったな」という行動を送ってもらうコーナー。ネタの最後は「好きなら、仕方ないよね」で締める。テーマ曲は小田和正の「伝えたいことがあるんだ」。
My Home Worldテレフォン〜SEXYお国自慢〜
第1回-第50回
R時代から唯一続いてきたコーナー。この番組では、知的好奇心バラエティを目指すため、「全国のことをより深く知っていこう!」という大義名分の元で、 IKEが大好きな女子限定のリスナーに電話をつないで、この地域の名物を、セクシーにささやいてもらう、地域活性化を目的にしたコーナー。なお、お礼にIKEのセクシーボイスでささやくことになっている。
studio Four×For
第1回-?
この番組で唯一アーティストの部分が出るリクエストコーナー。世界のどこかにあるラジオ局という設定。コーナー名の由来は、午前4時44分。Fourが3つ並ぶ時、4つ目のForは「For you」ということで、あなたに向けて、想い出のリクエストをかけていくという、とっておきの音楽を届けるコーナー。
Road to 武道館!ゼルラップ!!
第15回-第22回
7月18日には、武道館ライブから、ちょうど5ヶ月前ということで、武道館をあふれるほど満員に、そして、武道館公演を本気で成功させる為には、SPYAIRと、この番組を聴いているリスナーに加え、この番組を聴いていないリスナーの力が必要ということで、今後武道館ライブに向けて、この番組でも、武道館ライブに向けて、いろいろなコーナーを放送するが、第一弾として、EMINEMの来日も記念して、 ENZEL☆には、その週に出されたお題について、次の週まで、ガチでイケてるラップを創ってもらう。
激撮!SPY on AIR!!
第23回-第50回
番組開始後に行われるネタコーナー。リスナーがこっそり見てしまった衝撃的な場面を送ってきてもらう。なお、ネタっぽい場面でも"キミが見た"と言うならOKとする。
女子禁制！！男ってやつは……
第23回-第50回
この番組では10人近くの男性ばかりのスタッフが楽屋やスタジオで、しょうがない話をしているが、このように、女子が立ち入れない男同士の世界で繰り広げられる「男ってバカだなぁ」と思った会話を送ってきてもらう。具体的には、その状況とその言葉・会話を書いて、送ってもらい、その場面を劇団SPYAIRが演じる。また、リスナーには、一言で書いてもらってもいいが、登場人物も最大3人まで設定することができる。なお、コーナー名には『女子禁制』と、付いているのだが、女性リスナーも、参加してもいいことになっている。
Nakedメール
不定期
このコーナーでは、親にも、友だちにも話せないけど、誰かに聴いてもらいたい、叫びたい、という"Naked"な気持ちがあるリスナーには、番組まで悩みを送ってもらう。なお、気になるメールがあった場合は、この番組内で不定期ながら取り上げていく。
勝手にベスト3＆ワースト3
第42回-第50回
2013年1月23日の放送で、2013年3月13日に発売されるSPYAIRのニューシングル「サクラミツツキ」がレコチョクの着うたランキング（1月11日付レコチョク総合デイリーチャート、ロックチャートとアニメチャート）で、1位になったことが発表され、さらに、その日の放送が2013年1月23日にちなんで、この日のテーマとして設けられ、好評を博したため、2013年1月30日の放送分を持ってコーナー化された。
このコーナーはリスナーから寄せられた勝手なベスト3と、勝手なワースト3を紹介するものである。

## スタッフ
- ディレクター：山根
- AD：日高
- 構成作家：ダビッツ
- パベル（チェコ人スタッフ）

過去のスタッフ
- AD：蛯名拓也（通称：エビちゃん）
- ディレクター：松岡敦司（2回放送されていたANN-Rを担当）